# Srđan Babić
Srđan Babić (serb. Срђан Бабић; ur. 22 kwietnia 1996 w Banja Luce) – serbski piłkarz występujący na pozycji obrońcy w rosyjskim klubie Spartak Moskwa.

## Kariera klubowa
Babić karierę piłkarską rozpoczął w klubie Borac Banja Luka z rodzinnej Banja Luki. W sierpniu 2011 dołączył do struktur młodzieżowych Vojvodiny Nowy Sad. W pierwszej drużynie zadebiutował 1 marca 2014 roku grając pełne 90 minut w wygranym 2:0 domowym spotkaniu z FK Voždovac. Mimo wystąpienia w zaledwie 8 spotkaniach sezonu ligowego 2013/2014, Babić został wybrany do jedenastki sezonu. Przyczynił się do zdobycia przez jego zespół Pucharu Serbii strzelając gola na 2:0 w finałowym meczu z FK Jagodina. W kolejnym sezonie 2014/2015 był podstawowym zawodnikiem drużyny występując w 26 meczach wszystkich rozgrywek.
8 lipca podpisał 4-letni kontrakt z hiszpańskim Realem Sociedad i został włączony do kadry drugiego zespołu z Segunda División B. W sezonie 2015/2016 wystąpił w 31 spotkaniach ligowych, w których zdobył 3 bramki. 31 sierpnia 2016 został wypożyczony na jeden sezon do występującego w Segunda División CF Reus Deportiu. W lipcu 2017 przeniósł się na zasadzie rocznego wypożyczenia do Crvenej zvezdy. W lutym 2018 klub z Belgradu wykupił zawodnika z Realu Sociedad za 800 tys. euro. Strony związały się 4-letnim kontraktem. 1 kwietnia 2018 zdobył swoją pierwszą ligową bramkę dla Crvenej zvezdy – w wygranym 5:2 spotkaniu z Mladost Lučani.